# Gudrun Hildebrandt (Tänzerin)

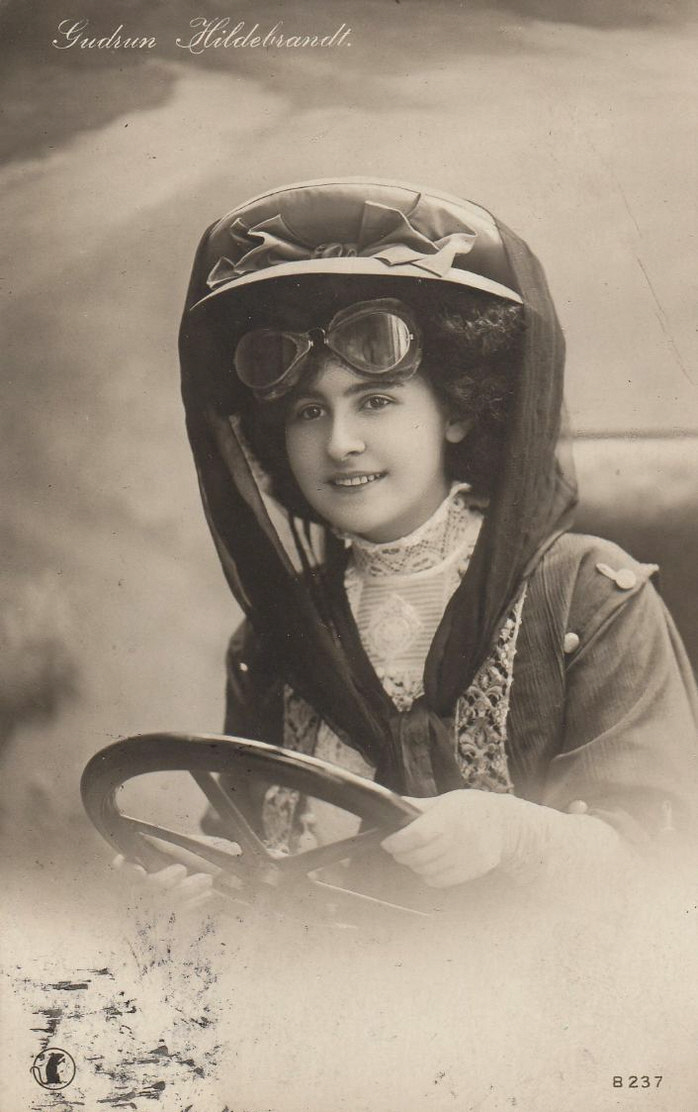
Gudrun Hildebrandt (Ansichtskarte, um 1911)

Auguste Marie Gudrun Hildebrandt (* 9. Juni 1892 in Berlin; † 31. Mai 1967 in Köln) war eine deutsche Tänzerin und Schauspielerin bei Bühne und Film.

## Leben und Wirken
Die Tochter von Paul Emil Hildebrandt, einem Journalisten und Schriftsteller, und Anna Auguste Hildebrandt, geborene Guppien, stand schon als kleines Kind auf Berliner Bühnen und erhielt bereits in diesen sehr jungen Jahren ihre künstlerische Ausbildung an der Schauspielschule des Königlichen Schauspielhauses Berlin sowie anschließend Privatunterricht an der Max-Reinhardt-Schule in Berlin. Zu ihren Lehrern und Lehrerinnen gehörten Alexander Strakosch, Gertrud Eysoldt und Emil Milan. Mit vier Jahren spielte Gudrun Hildebrandt die Infantin in Schillers Don Carlos und war darauf auch als Tellknabe in Schillers Wilhelm Tell zu sehen. Nach eigenen Angaben will sie neun Jahre lang am Berliner Hoftheater getanzt und gesprochen und mit 16 Jahren ihren ersten Tanz- und Rezitationsabend im Kursaal Wiesbaden gegeben haben. Mit nicht einmal 18 Jahren soll sie mit einer goldenen Medaille für Kunst und Wissenschaft ausgezeichnet worden sein. In diesen frühen Jahren wurden unzählige Fotos von ihr angefertigt, die auf Postkarten vertrieben wurden.
Als Tanz- und Vortragskünstlerin war Gudrun Hildebrandt bereits vor dem Ersten Weltkrieg im gesamten Reichsgebiet auf Reisen und galt als sehr aktive Gastspielkünstlerin. Ausflüge zum deutschen Film kurz vor Kriegsausbruch schlossen sich an. In Nunek Danukys rund 640 Meter kurzem, zweiaktigen Lustspiel Fräulein Puppe – meine Frau, „welches höchste Heiterkeit auslöst“, spielte sie 1913/14 die Titelrolle einer Puppe, die zum Leben erwacht. Dennoch blieb die Tänzerin der Kinematographie weitgehend fern, und Gudrun Hildebrandt konzentrierte sich bald ausschließlich auf die Arbeit an Tanz- und Sprechbühnen, vor allem in Varietés und Kursälen aber auch in Stadt- und Hoftheatern. In über 300 Städten will sie gastiert und nebenbei noch zahlreiche Schriften (u. a. Aufsätze in entsprechenden Magazinen) über den Tanz verfasst haben.
Kurz nach dem Ersten Weltkrieg gründete Gudrun Hildebrandt ihre eigene Tanzschule in Berlin und kehrte sukzessive eigenen künstlerischen Aktivitäten auf der Bühne den Rücken zu. Stattdessen publizierte sie 1920 in Eigenverlag ein Buch mit dem Titel Grammatik der Modernen Tänze. 1926 veröffentlichte die Künstlerin einen Roman mit autobiografischen Zügen unter dem Titel Steffi Walborg, der Roman einer Tänzerin. Ein Jahr später heiratete sie in Berlin den Geschäftsmann und SPD-Abgeordneten Benedikt „Benno“ Marx. Infolge von Hitlers Machtantritt sollen die Eheleute Deutschland verlassen und sich in England niedergelassen haben. Ihre späteren Jahre liegen derzeit noch im Dunkel. Gudrun Marx lebte zuletzt verwitwet in Köln und starb dort 1967 wenige Tage vor ihrem 75. Geburtstag in der Kölner Universitätsklinik.

## Filmografie
- 1913: Das Leben ein Roman
- 1914: Fräulein Puppe – meine Frau (Titelrolle)
- 1916: Zwischen den Jahrhunderten